# Alan Mannus
Alan Mannus (Toronto, Ontario, Canadà, 19 de maig de 1982) és un futbolista nord-irlandès nascut al Canadà que milita actualment en el St. Johnstone FC de la Premier League d'Escòcia. La seva posició és la de porter.

## Biografia
Després d'haver estat al banc de suplents i en la reserva del Linfield, va debutar professionalment en la primera divisió d'aquest club l'any 2002. Curiosament, va jugar el seu partit nombre 250 abans de complir 25 anys.
Mannus en un dels pocs arquers que va encaixar un gol que no sigui de pilota parada. En el 2003, en un partit enfront del Omagh Town FC, va marcar un gol llançant la pilota des de la seva àrea passant per sobre del cap de l'arquer adversari Gavin Cullen.
Mannus va guanyar el seu primer partit vestint la samarreta de la Selecció de futbol d'Irlanda del Nord contra Trinidad i Tobago en l'estiu de 2004.
També va atallar per a la seva selecció en partits amistosos enfront de Bulgària, Geòrgia i Itàlia.
Va ser consagrat com Futbolista Ulster de l'Any en la temporada 2007/08.

## Selecció nacional
Ha estat internacional amb la Selecció de futbol d'Irlanda del Nord, ha jugat 4 partits internacionals.

## Clubs
| Club                    | País             | Temps     |
| ----------------------- | ---------------- | --------- |
| Linfield                | Irlanda del Nord | 2000-2009 |
| Larne (cedit)           | Irlanda del Nord | 2000-2001 |
| Carrick Rangers (cedit) | Irlanda del Nord | 2001      |
| Shamrock Rovers         | Irlanda          | 2009-2011 |
| St. Johnstone FC        | Escòcia          | 2011-     |

## Palmarès

### Campionats nacionals
| Títol                               | Club             | País             | Any  |
| ----------------------------------- | ---------------- | ---------------- | ---- |
| Lliga Nord-irlandesa                | Linfield FC      | Irlanda del Nord | 2001 |
| Copa d'Irlanda del Nord             | Linfield FC      | Irlanda del Nord | 2002 |
| Lliga Nord-irlandesa                | Linfield FC      | Irlanda del Nord | 2004 |
| Setanta Sports Cup                  | Linfield FC      | Irlanda del Nord | 2005 |
| Copa d'Irlanda del Nord             | Linfield FC      | Irlanda del Nord | 2006 |
| Lliga Nord-irlandesa                | Linfield FC      | Irlanda del Nord | 2006 |
| Copa de la Lliga d'Irlanda del Nord | Linfield FC      | Irlanda del Nord | 2006 |
| Copa d'Irlanda del Nord             | Linfield FC      | Irlanda del Nord | 2007 |
| Lliga Nord-irlandesa                | Linfield FC      | Irlanda del Nord | 2007 |
| Copa d'Irlanda del Nord             | Linfield FC      | Irlanda del Nord | 2008 |
| Lliga Nord-irlandesa                | Linfield FC      | Irlanda del Nord | 2008 |
| Copa de la Lliga d'Irlanda del Nord | Linfield FC      | Irlanda del Nord | 2008 |
| Lliga Irlandesa de Futbol           | Shamrock Rovers  | Irlanda          | 2010 |
| Lliga Irlandesa de Futbol           | Shamrock Rovers  | Irlanda          | 2011 |
| Setanta Sports Cup                  | Shamrock Rovers  | Irlanda          | 2011 |
| Copa d'Escòcia                      | St. Johnstone FC | Escòcia          | 2014 |